# VDL Bus Roeselare

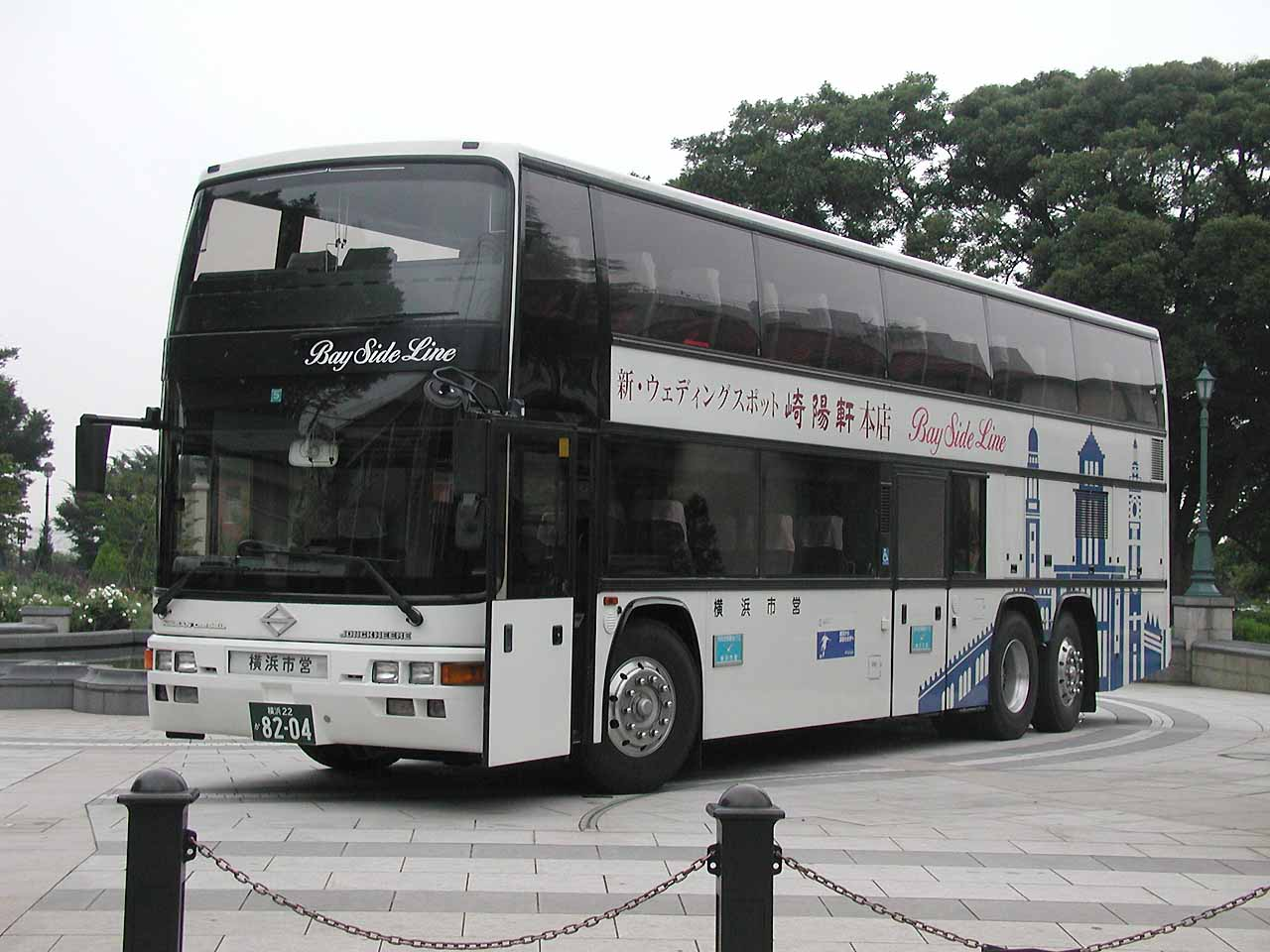
Stadsbus van Yokohama; Jonckheere Monaco.

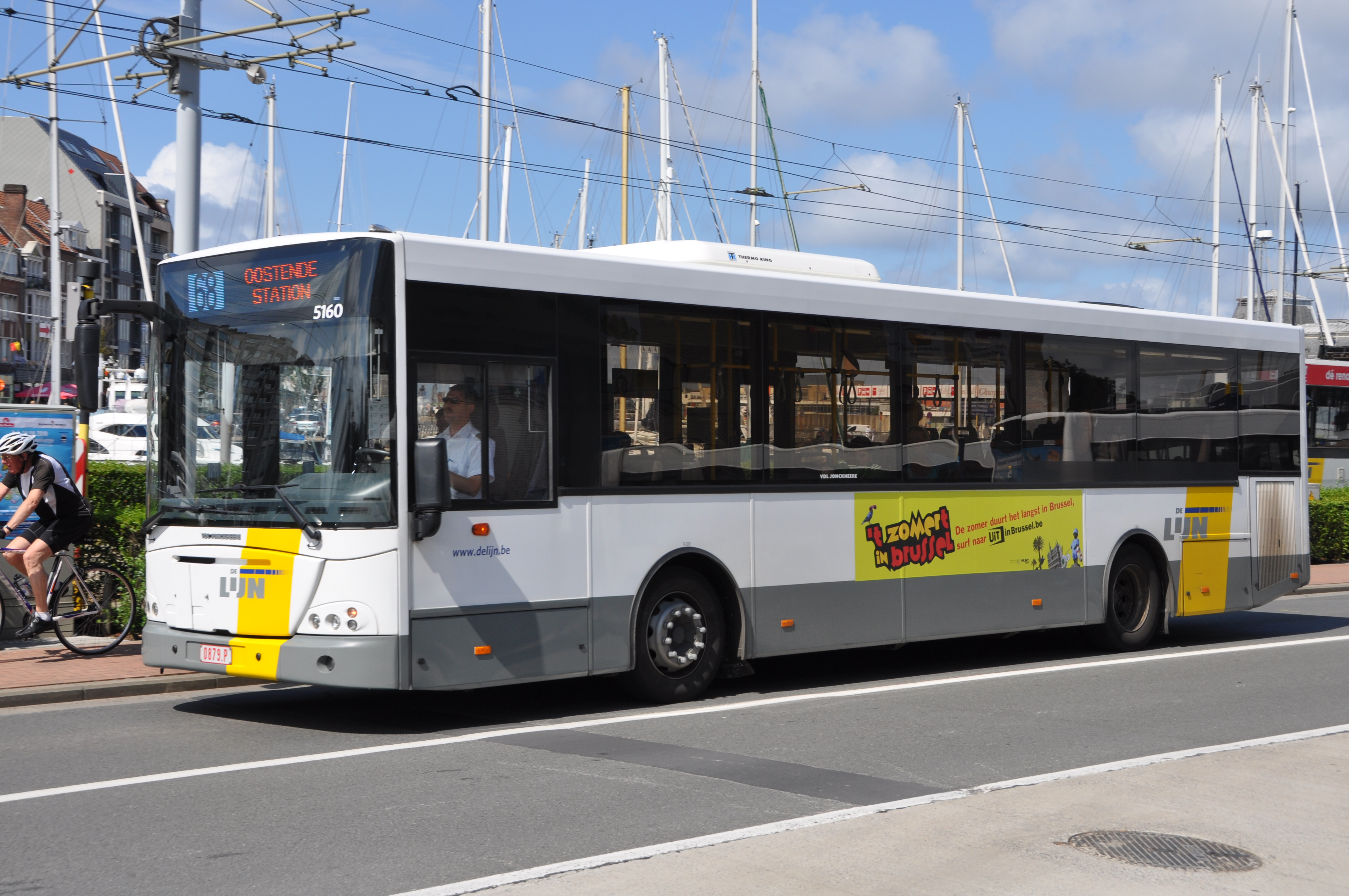
De Transit, een model gericht op het openbaar vervoer, hier in Oostende.

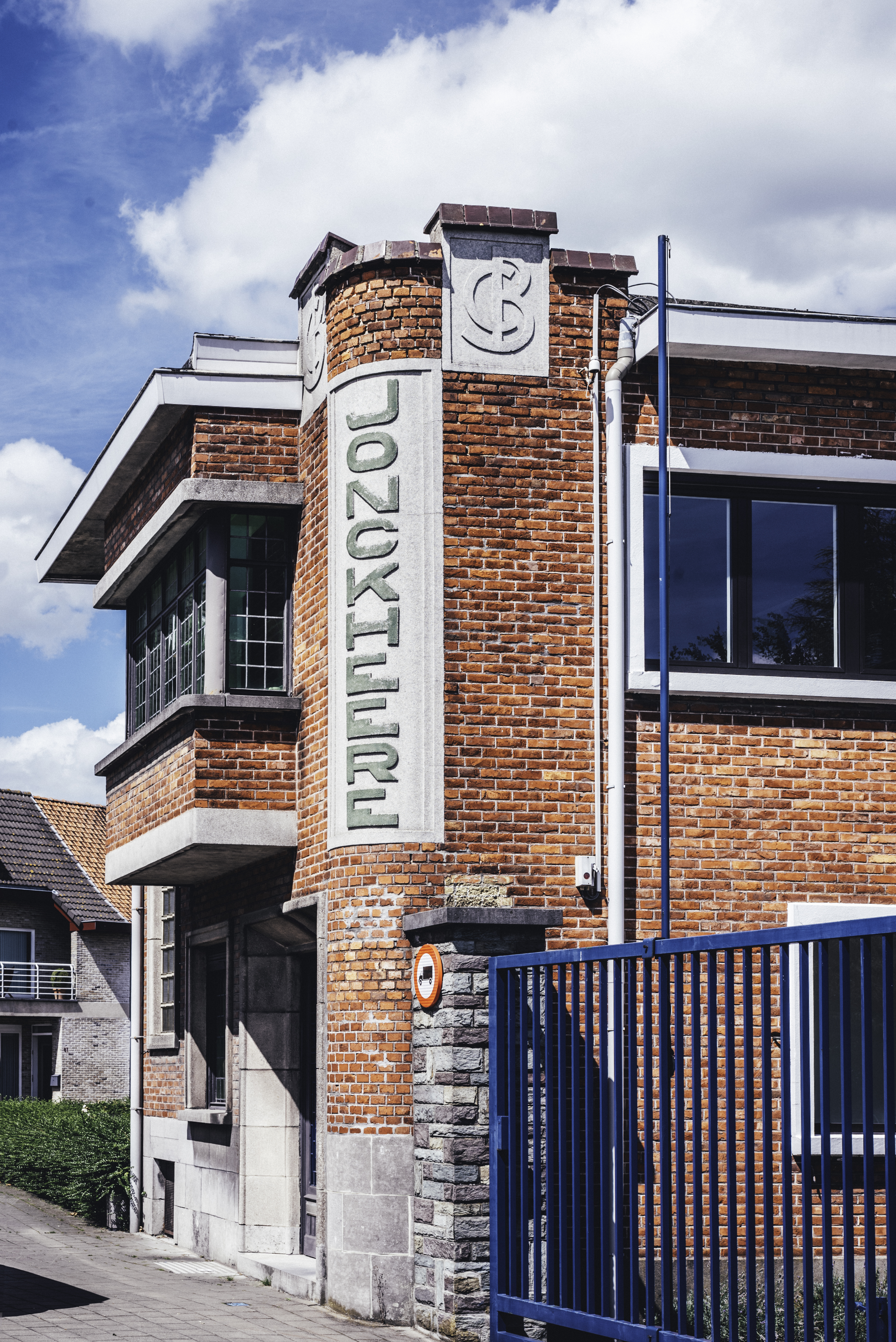
De oorspronkelijke burelen uit de jaren 1930.

VDL Bus Roeselare is een autobusfabriek in het Belgische Beveren bij Roeselare en is onderdeel van VDL Bus & Coach. Het bedrijf voerde tussen 1881 en 1994 de naam Jonckheere. In 1994 werd het bedrijf opgekocht door de Berkhof Groep en gaat het sinds 1998 verder als VDL Jonckheere Bus & Coach N.V..

## Geschiedenis

### Henri Jonckheere
Het bedrijf startte in 1881 als koetsenatelier. De oprichter was Henri Jonckheere (1851-1910). Het atelier kwam er op de plaats waar hij voordien een herberg met smidse uitbaatte. Voor de bouw van paardenwagens en koetsen stelde hij heel wat mannen uit het dorp tewerk. Vanaf 1902, met de opkomst van de automobiel, werden ook koetswerken voor auto's gemaakt. Aanvankelijk waren dit houten koetswerken die op het chassis van beroemde auto's zoals Minerva, Rolls Royce en FN werden gebouwd. Jonckheere was daarmee een van de oudste Europese carrosseriebouwers.
In 2005 werd de Brabantstraat waar een deel van het latere bedrijf Jonckheere gevestigd was, omgedoopt tot de Henri Jonckheerestraat als verwijzing naar de stichter van een van de belangrijkste bedrijven uit Beveren.

### Joseph Jonckheere
Vanaf 1922 richtte zoon en opvolger Joseph Jonckheere zich meer op het bouwen van autobussen en touringcars. In de jaren 1930 werd de productie van automobielkoetswerken stopgezet. In Beveren zelf waren er dan meerdere carrosseriebedrijven waardoor de concurrentie er moordend was. Het bedrijf hield zich toen niet alleen met carrosserieën bezig, maar waagde zich ook aan lichte en zware plaatconstructies. Voor die afdeling richtten Joseph en zijn zoon Henri in 1947 de firma Sadef in Gits op. Het bedrijf in Beveren zou zich daarna weer op carrosserieën toeleggen. Het was ondertussen Belgisch marktleider voor autobussen geworden. Na de Tweede Wereldoorlog nam de behoefte aan wegtransport toe. Jonckheere speelde hierop in en het productengamma werd verder gediversifieerd.
De oorspronkelijke burelen met glasraam en smeedwerk uit de jaren 1930 zijn tot op vandaag in gebruik en werden opgenomen in de Inventaris van het Bouwkundig Erfgoed.

### Henri Jonckheere
Vanaf 1964 leidde Henri Jonckheere, kleinzoon van de stichter, het bedrijf. Het honderdjarig bestaan van het bedrijf werd in 1981 gevierd met een nieuwe touringcar die de naam 'Jubilee' mee kreeg. De opvolgers 'Deauville' en 'Mistral' werden eveneens succesvol.

### VDL Bus Roeselare
In 1994 werd het bedrijf opgekocht door de Berkhof Groep. Die groep werd in 1998 opgekocht door de VDL Groep. In 2003 voerde de VDL Groep naamsveranderingen door, waardoor het busbouwbedrijf werd ingelijfd bij de 'VDL Bus Groep' en vanaf nu werd aangeduid als 'VDL Jonckheere'. De busjesbouwer Denolf en Depla, die sinds 1991 onderdeel was van de Berkhof Groep en in 1993 nog een nieuwe vestiging kreeg, werd opgeheven en de productlijn ging op in de Jonckheere-fabriek. Op 25 september 2010 veranderde de naam 'VDL Bus Groep' in de naam 'VDL Bus & Coach'. De naam Jonckheere is in 2011 geheel komen te vervallen. Bussen die in de fabriek worden geproduceerd, krijgen nu de merknaam VDL .
In oktober 2011 kreeg men een order voor 230 nieuwe bussen met verschillende lengtes van het type Mistral voor Jamaica.
VDL maakte op 4 oktober 2018 de aankoop bekend van bijna 8 hectaren op het bedrijvenpark Beveren-Krommebeek voor de bouw van een nieuwe vestiging.
Oorspronkelijk zou reeds in het voorjaar van 2020 zijn gestart met de bouw van de nieuwe vestiging, in vogelvlucht op slechts 600 m van de huidige vestiging, maar coronacrisis belemmerde dit. Uiteindelijk startten de werkzaamheden voor de bouw van de nieuwe fabriek in december 2021. Waar in de huidige vestiging de productie is verspreid over verschillende productiehallen komt op het nieuwe 8 ha groot terrein één enkele productiehal van 27.000 m2. De werken zullen 2 jaar in beslag nemen.
Vanaf mei 2023 is VDL Bus Roeselare gestart met de productie van de 100% elektrische Citea. 
- Library of Congress Control Number: no2014057693
- Virtual International Authority File: 308245633